# Trolldalens naturreservat

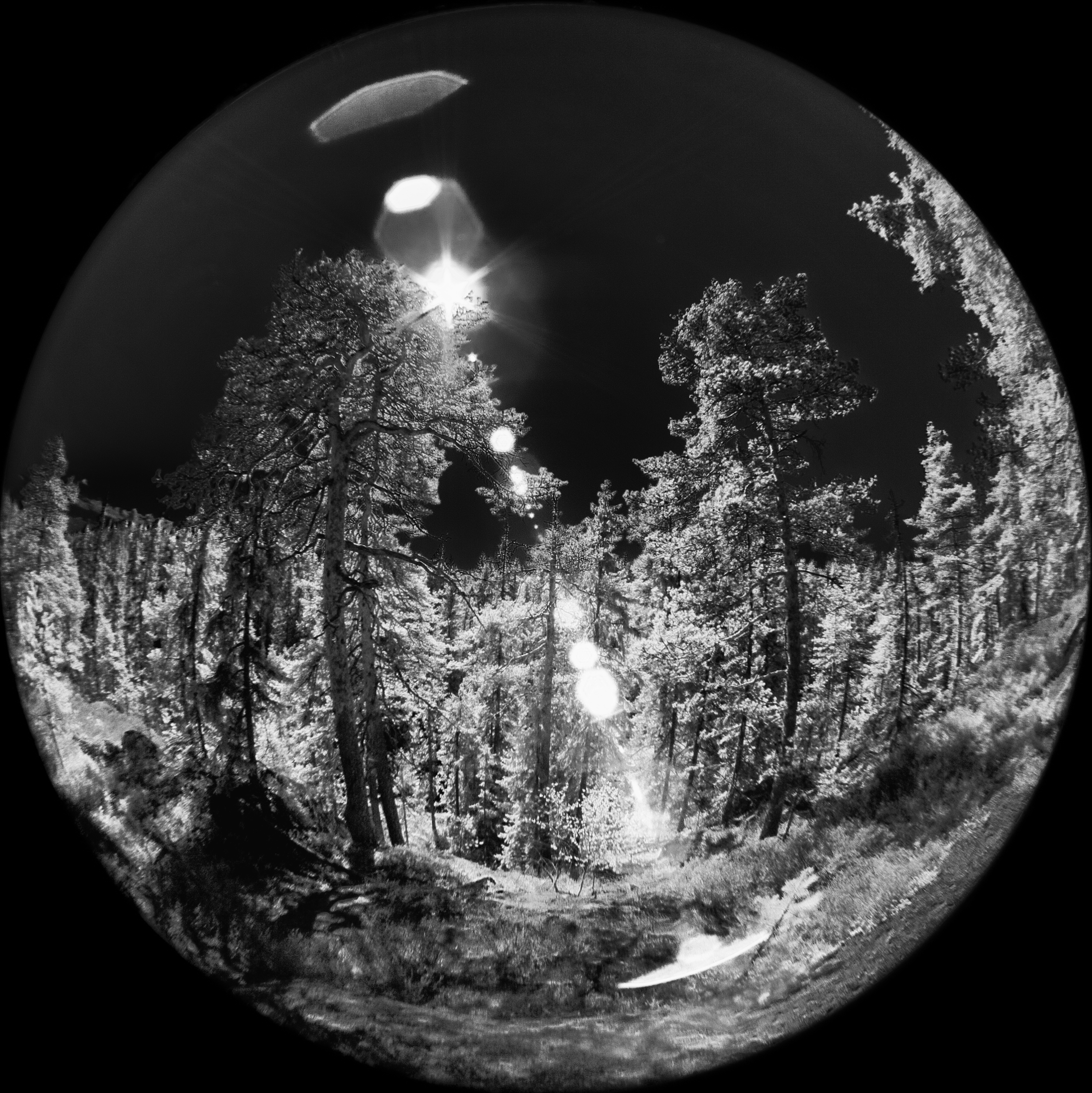
Foto från Trolldalen 2018.

Trolldalens naturreservat är ett naturreservat i Örebro kommun i Örebro län i Sverige.
Området är naturskyddat sedan 1997 och är 18 hektar stort. Reservatet ingår, liksom reservatet Vargkitteln, i sprickdalen Östra Trolldalen där en isälv forsade fram när inlandsisen smälte och bildade branta dalsidor och jättegrytor. Reservatet består av åldrig granskog utmed dalsidorna.  